# Batman & Robin (soundtrack)
Batman & Robin is de originele soundtrack van de film met dezelfde naam en werd op 27 mei 1997 uitgebracht door Warner Bros. Records.
Het album bevat muziek van de film en muziek geïnspireerd door de film van diverse artiesten en filmmuziek van Elliot Goldenthal. Hoewel de film zeer matig werd ontvangen, werd het soundtrackalbum wel redelijk positief ontvangen. In 1997 haalde het album als hoogste notering plaats 5 in de Amerikaanse Billboard 200 en plaats 40 in de Vlaamse Ultratop 50. Een aantal nummers van het album als "The End Is the Beginning Is the End", "Gotham City" en "Foolish Games" zijn ook terug te vinden in de Nederlandse en Vlaamse hitlijsten.

## Nummers
| Nr. | Titel                                     | Artiest(en)           | Duur  |
| --- | ----------------------------------------- | --------------------- | ----- |
| 1   | The End Is the Beginning Is the End       | The Smashing Pumpkins | 5:08  |
| 2   | Look into My Eyes                         | Bone Thugs-n-Harmony  | 4:27  |
| 3   | Gotham City                               | R. Kelly              | 4:55  |
| 4   | House on Fire                             | Arkarna               | 3:24  |
| 5   | Revolution                                | R.E.M.                | 3:05  |
| 6   | Foolish Games                             | Jewel                 | 4:00  |
| 7   | Lazy Eye                                  | Goo Goo Dolls         | 3:47  |
| 8   | Breed                                     | Lauren Christy        | 3:04  |
| 9   | The Bug                                   | Soul Coughing         | 3:09  |
| 10  | Fun for Me                                | Moloko                | 5:08  |
| 11  | Poison Ivy                                | Meshell Ndegeocello   | 3:32  |
| 12  | True to Myself                            | Eric Benét            | 4:40  |
| 13  | A Batman Overture                         | Elliot Goldenthal     | 3:35  |
| 14  | Moaner                                    | Underworld            | 10:16 |
| 15  | The Beginning Is the End Is the Beginning | The Smashing Pumpkins | 5:01  |